# Dev.D
Dev.D to dramat z 2009 roku, uwspółcześniona wersja Devdasa wyreżyserowana przez Anurag Kashyapa, autora Black Friday i No Smoking. W rolach głównych Abhay Deol (Ahista Ahista) i debiutantki Mahi Gill i Kalki Koechlin. To gorzki film, którego treścią jest niespełniona miłość, uciekanie od siebie w alkohol i uczucie przywracające godność prostytutce. W tym filmie rodzice pozostają bezsilni wobec rozpaczy swoich nawet dorosłych pogubionych dzieci. Pokazano tu historię rozmijania się z marzeniami o miłości z dzieciństwa i  bohatera udręczonego próbą zapomnienia o tym, kim jest i kogo obok niego nie ma. "Chyba już nie chcę całej tej miłości...", śpiewa głos podłożony pod obraz tracącego od wódki przytomność Deva. Mimo to film pokazuje nadzieję na ocalenie siebie poprzez kolejną miłość.

## Fabuła
Dev (Abhay Deol) i Paro (Mahie Gil) przepadają za sobą od dziecka. Nawet jego wyjazd na studia do ALondynu nie niszczy ich miłości. Trwa nadal podtrzymywana w mailach i rozmowach telefonicznych. Skończywszy studia Dev przyjeżdża do Delhi szukając tu tylko jednej twarzy - Paro. Gorączkowo odnajdują się w tłumie spragnieni swego dotyku, pocałunku. Stęsknieni za sobą. Dev ma już przygotowany zaręczynowy pierścionek, gdy nagle słyszy od kogoś o Paro jako o tej, której ciało zna nie jeden mężczyzna. Wzburzony odrzuca jej miłość. Teraz nie pozostaje mu nic innego, jak zalewając się alkoholem znieczulać swe serce. By móc patrzeć, jak Paro poślubia innego mężczyznę.
Ich drogi rozchodzą się. Paro prowadzi życie szczęśliwej mężatki. Dev codziennie pije do utraty przytomności. Bity, okradany. Pewnego razu obudziwszy się w łóżku młodocianej prostytutki Chandy (Kalki Koechlin) Dev otrzymuje od losu (od Boga?) jeszcze jedną szansę na miłość. Czy ją wykorzysta?..

## Obsada
- Abhay Deol ... Devendra Singh Dhillon (Dev)
- Kalki Koechlin ... Lené/Chanda (Chandramukhi)
- Mahi Gill ... Parminder (Paro)
- Dibyendu Bhattacharya ... Chunnilal
- Asim Sharma ... Bhuvan (mąż Paro)
- Parakh Madan ... Rasika

## Muzyka i piosenki
Autorem muzyki jest Amit Trivedi
1. Mahi Mennu Nahi Karna
2. Emosanal Attyachaar (brass Band Version)
3. Duniya Ye Duniya Badi Gol
4. Aankh Micholi Khel Zindagi
5. Yahi Meri Zindagi Yahi
6. Pardesi O Pardesi Mitthasa
7. Nayan Tarse Na Mile
8. Paayaliya Chan Chan Shor
9. Saali Khushi Kaha Chali